# Nuova Zelanda ai Giochi olimpici
La Nuova Zelanda ha partecipato per la prima volta ai Giochi olimpici nel 1908 come parte dell'Australasia, ed in maniera indipendente a partire dal 1920.
Gli atleti hanno vinto 117 medaglie ai Giochi olimpici estivi e 6 ai Giochi olimpici invernali.
Il Comitato Olimpico della Nuova Zelanda (NZOC) venne creato nel 1911 e riconosciuto dal CIO nel 1919.
L’NZOC rivendica il fatto che l’olimpionico Victor Lindberg nato alle Figi fosse neozelandese e che dunque la prima medaglia neozelandese fosse del 1900.

## Medaglieri

### Medaglie alle Olimpiadi estive
| Giochi                 | Oro                         | Argento                     | Bronzo                      | Totale                      |
| ---------------------- | --------------------------- | --------------------------- | --------------------------- | --------------------------- |
| 1908 Londra            | come parte dell'Australasia | come parte dell'Australasia | come parte dell'Australasia | come parte dell'Australasia |
| 1912 Stoccolma         | come parte dell'Australasia | come parte dell'Australasia | come parte dell'Australasia | come parte dell'Australasia |
| 1920 Anversa           | 0                           | 0                           | 1                           | 1                           |
| 1924 Parigi            | 0                           | 0                           | 1                           | 1                           |
| 1928 Amsterdam         | 1                           | 0                           | 0                           | 1                           |
| 1932 Los Angeles       | 0                           | 1                           | 0                           | 1                           |
| 1936 Berlino           | 1                           | 0                           | 0                           | 1                           |
| 1948 Londra            | 0                           | 0                           | 0                           | 0                           |
| 1952 Helsinki          | 1                           | 0                           | 2                           | 3                           |
| 1956 Melbourne         | 2                           | 0                           | 0                           | 2                           |
| 1960 Roma              | 2                           | 0                           | 1                           | 3                           |
| 1964 Tokyo             | 3                           | 0                           | 2                           | 5                           |
| 1968 Città del Messico | 1                           | 0                           | 2                           | 3                           |
| 1972 Monaco            | 1                           | 1                           | 1                           | 3                           |
| 1976 Montreal          | 2                           | 1                           | 1                           | 4                           |
| 1980 Mosca             | 0                           | 0                           | 0                           | 0                           |
| 1984 Los Angeles       | 8                           | 1                           | 2                           | 11                          |
| 1988 Seoul             | 3                           | 2                           | 8                           | 13                          |
| 1992 Barcellona        | 1                           | 4                           | 5                           | 10                          |
| 1996 Atlanta           | 3                           | 2                           | 1                           | 6                           |
| 2000 Sydney            | 1                           | 0                           | 3                           | 4                           |
| 2004 Atene             | 3                           | 2                           | 0                           | 5                           |
| 2008 Pechino           | 3                           | 2                           | 4                           | 9                           |
| 2012 Londra            | 6                           | 2                           | 5                           | 13                          |
| 2016 Rio de Janeiro    | 4                           | 9                           | 5                           | 18                          |
| 2020 Tokyo             | 7                           | 6                           | 7                           | 20                          |
| 2024 Parigi            | 10                          | 7                           | 3                           | 20                          |
| Totale                 | 63                          | 40                          | 54                          | 157                         |

Il totale non include le medaglie vinte da atleti neozelandesi come parte della squadra dell'Australasia.

### Medaglie alle Olimpiadi invernali
| Giochi                 | Oro                | Argento            | Bronzo             | Totale             |
| ---------------------- | ------------------ | ------------------ | ------------------ | ------------------ |
| 1952 Oslo              | 0                  | 0                  | 0                  | 0                  |
| 1956 Cortina d'Ampezzo | non ha partecipato | non ha partecipato | non ha partecipato | non ha partecipato |
| 1960 Squaw Valley      | 0                  | 0                  | 0                  | 0                  |
| 1964 Innsbruck         | non ha partecipato | non ha partecipato | non ha partecipato | non ha partecipato |
| 1968 Grenoble          | 0                  | 0                  | 0                  | 0                  |
| 1972 Sapporo           | 0                  | 0                  | 0                  | 0                  |
| 1976 Innsbruck         | 0                  | 0                  | 0                  | 0                  |
| 1980 Lake Placid       | 0                  | 0                  | 0                  | 0                  |
| 1984 Sarajevo          | 0                  | 0                  | 0                  | 0                  |
| 1988 Calgary           | 0                  | 0                  | 0                  | 0                  |
| 1992 Albertville       | 0                  | 1                  | 0                  | 1                  |
| 1994 Lillehammer       | 0                  | 0                  | 0                  | 0                  |
| 1998 Nagano            | 0                  | 0                  | 0                  | 0                  |
| 2002 Salt Lake City    | 0                  | 0                  | 0                  | 0                  |
| 2006 Torino            | 0                  | 0                  | 0                  | 0                  |
| 2010 Vancouver         | 0                  | 0                  | 0                  | 0                  |
| 2014 Sochi             | 0                  | 0                  | 0                  | 0                  |
| 2018 Pyeongchang       | 0                  | 0                  | 2                  | 2                  |
| 2022 Pechino           | 2                  | 1                  | 0                  | 3                  |
| Totale                 | 2                  | 2                  | 2                  | 6                  |

### Medaglie per disciplina

#### Olimpiadi estive
Medagliere aggiornato ai giochi olimpici di Rio de Janeiro 2016.
| Sport            | Oro | Argento | Bronzo | Totale |
| ---------------- | --- | ------- | ------ | ------ |
| Canottaggio      | 15  | 7       | 11     | 33     |
| Atletica leggera | 11  | 4       | 13     | 28     |
| Canoa/kayak      | 14  | 3       | 2      | 19     |
| Vela             | 9   | 9       | 7      | 25     |
| Equitazione      | 3   | 2       | 5      | 10     |
| Nuoto            | 2   | 1       | 3      | 6      |
| Ciclismo         | 3   | 7       | 5      | 15     |
| Rugby            | 2   | 2       | 0      | 4      |
| Pugilato         | 1   | 1       | 2      | 4      |
| Triathlon        | 1   | 1       | 2      | 4      |
| Hockey su prato  | 1   | 0       | 0      | 1      |
| Golf             | 1   | 1       | 1      | 3      |
| Tiro             | 0   | 1       | 1      | 2      |
| Ginnastica       | 0   | 0       | 1      | 1      |
| Tennis           | 0   | 0       | 1      | 1      |
| Totale           | 63  | 40      | 54     | 157    |

#### Olimpiadi invernali
| Sport      | Oro | Argento | Bronzo | Totale |
| ---------- | --- | ------- | ------ | ------ |
| Snowboard  | 1   | 1       | 1      | 3      |
| Freestyle  | 1   | 0       | 1      | 2      |
| Sci alpino | 0   | 1       | 0      | 1      |
| Totale     | 2   | 2       | 2      | 6      |